# Kathryn Hahn
Kathryn Marie Hahn (Westchester, 23 de julho de 1973) é uma atriz, comediante e produtora norte-americana. Ela começou sua carreira na televisão, estrelando como Lily Lebowski na série de drama policial da NBC, Crossing Jordan (2001–2007). Passou a aparecer como atriz coadjuvante em vários filmes de comédia, incluindo How to Lose a Guy in 10 Days (2003), Anchorman: The Legend of Ron Burgundy (2004), Step Brothers (2008), The Goods: Live Hard, Sell Hard (2009), Our Idiot Brother (2011), We're the Millers (2013) e The Secret Life of Walter Mitty (2013).
Como atriz principal, Hahn estrelou a comédia-drama Afternoon Delight (2013), dirigido por Joey Soloway, e o drama Private Life (2018), dirigido por Tamara Jenkins, recebendo aclamação da crítica. Ela teve um papel principal no filme de comédia Bad Moms (2016), e sua sequência, A Bad Moms Christmas (2017). Ela também apareceu em vários filmes dramáticos, incluindo Revolutionary Road (2008), This Is Where I Leave You (2014), Tomorrowland (2015), The Visit (2015) e Captain Fantastic (2016). Ela também é conhecida por dar voz a uma versão feminina do Doutor Octopus no filme de super-herói animado aclamado pela crítica, Spider-Man: Into the Spider-Verse (2018).
Na televisão, estrelou a série de comédia dramática do Prime Video, Transparent (2014–2019), pela qual recebeu uma indicação ao prêmio Emmy do Primetime de melhor atriz secundária numa série de comédia. Também estrelou a série de comédia do Prime Video I Love Dick (2016–2017), a minissérie de comédia da HBO Mrs. Fletcher (2019) e a minissérie dramática da HBO I Know This Much Is True (2020). Desde 2020, dublou Paige Hunter na série de comédia musical de animação da Apple TV+ Central Park. 
Ela interpreta Agatha Harkness nas minisséries WandaVision (2021) e Agatha All Along (2024), do Universo Cinematográfico Marvel, e Clare na série Tiny Beautiful Things (2023), do Hulu, pela qual recebeu indicações ao Primetime Emmy Award de "Melhor Atriz Coadjuvante em Série Limitada ou Filme" e "Melhor Atriz Principal em Série Limitada ou Filme", respectivamente.

## Biografia
Nascida em Westchester, Illinois, é filha de Karen e Bill Hahn.
Ela tem ascendência alemã, irlandesa, inglesa e foi criada como católica. Ela cresceu em Cleveland Heights, Ohio e frequentou a Beaumont School. Frequentou a Northwestern University, onde obteve o diploma de bacharela em Teatro antes de frequentar a Yale University.

## Carreira

### 1999–2012: Início
A primeira aparição de Hahn em qualquer programa de televisão foi em Hickory Hideout, um show de marionetes para crianças da estação WKYC, então operada pela NBC, em Cleveland. (Na época do cancelamento, Hickory Hideout estava transmitindo em todas as estações O&O da NBC.) Enquanto participava de um festival, ela foi apresentada ao criador/produtor Tim Kring. Hahn impressionou Kring de forma tão favorável que ele criou a personagem Lily Lebowski em Crossing Jordan especificamente para ela. A série foi ao ar de 2001 a 2007. Hahn disse sobre o encontro com Kring: "A NBC e Tim Kring confiaram muito em mim. Trabalhar em um programa que estava em produção e dentro do prazo é um incrível golpe de sorte". Em 21 de outubro de 2008, o TV Guide informou que Hahn havia assinado um contrato de exploração de talentos com a Fox.
Em 2003, apareceu em um papel coadjuvante ao lado de Kate Hudson e Matthew McConaughey no filme de comédia romântica How to Lose a Guy in 10 Days. No ano seguinte, ela apareceu em Win a Date with Tad Hamilton!, Anchorman: The Legend of Ron Burgundy, Around the Bend e Wake Up, Ron Burgundy: The Lost Movie. Mais tarde, ela teve mais papéis coadjuvantes em filmes, incluindo a comédia romântica dramática de 2005, A Lot Like Love, estrelada por Ashton Kutcher e Amanda Peet; The Holiday (2006) com Cameron Diaz; o drama de aventura de ficção científica The Last Mimzy (2007) ao lado de Rainn Wilson; Step Brothers (2008); Revolutionary Road (2008), estrelado por Leonardo DiCaprio e Kate Winslet; e The Goods: Live Hard, Sell Hard (2009), How Do You Know (2010), Our Idiot Brother (2011) e Wanderlust (2012).
Na televisão, estrelou ao lado de Hank Azaria na série de comédia da NBC Free Agents, um remake de 2011 da série britânica de mesmo nome. Ela teve papéis recorrentes em programas da HBO, Hung e Girls. De 2012 a 2015, ela recebeu elogios por seu papel recorrente na série de comédia da NBC Parks and Recreation, como Jennifer Barkley, a gerente de campanha do oponente de Leslie Knope (Amy Poehler), Bobby Newport (Paul Rudd). (Ela já havia co-estrelado com Rudd em Our Idiot Brother, How Do You Know e Wanderlust.)
Ela recebeu uma indicação ao Critics 'Choice Television Award de 2012 como "Melhor Intérprete Convidada em Série de Comédia" por sua atuação em Parks and Recreation.

### 2013–2017: Avanço no cinema e na televisão

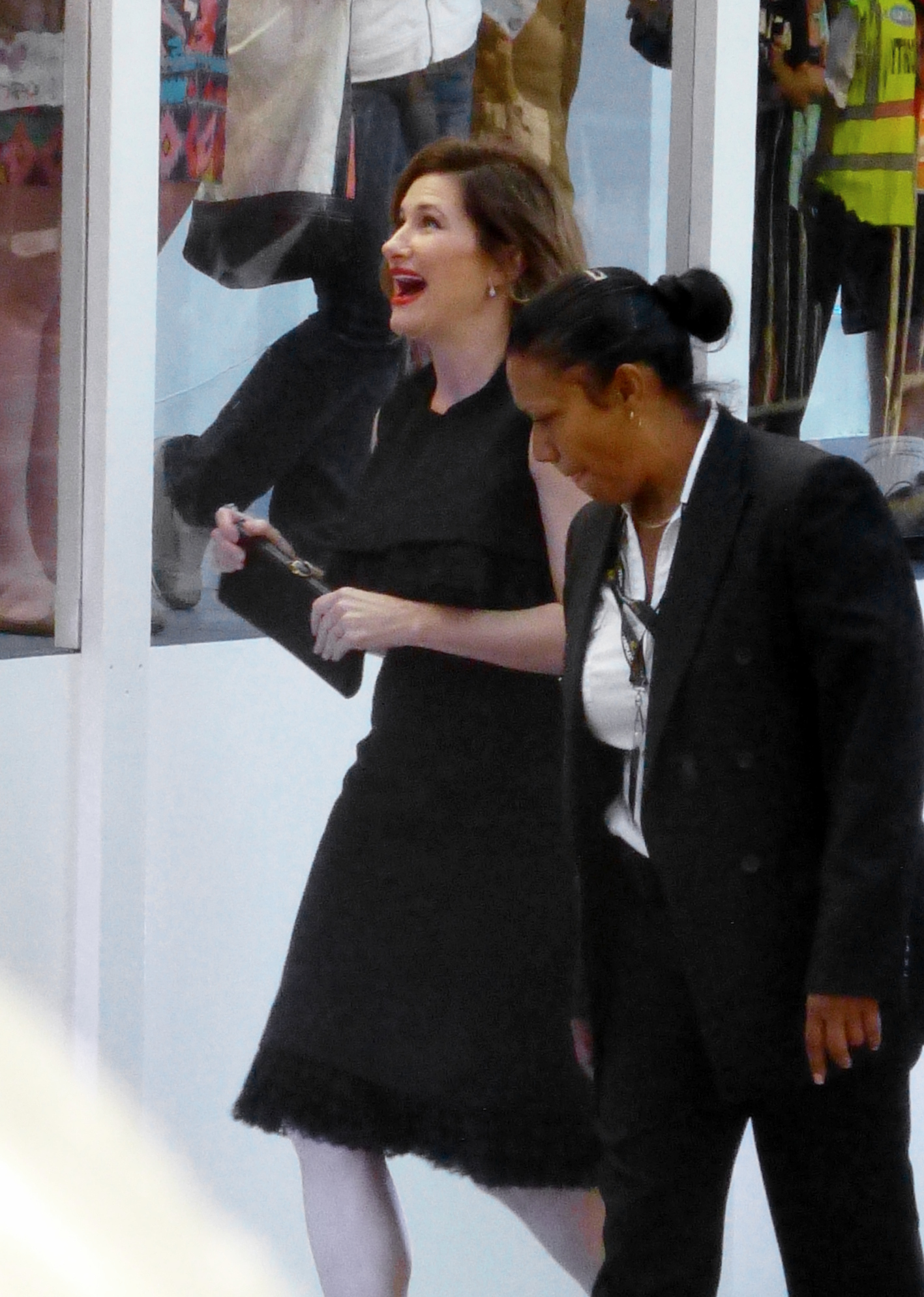
Kathryn Hahn na estreia de This Is Where I Leave You em 2014.

Em 2013, interpretou seu primeiro papel principal, no filme de comédia dramática Afternoon Delight, que foi escrito e dirigido por Jill Soloway. O filme estreou no Festival Sundance de Cinema de 2013. Pelo seu papel, foi indicada para o Gotham Independent Film Award por ator inovador. Mais tarde naquele ano, contracenou com Jennifer Aniston (sua co-estrela em Wanderlust) no sucesso de bilheteria We're the Millers e co-estrelou, ao lado de Ben Stiller e Kristen Wiig, em The Secret Life of Walter Mitty. Em 2014, ela estrelou o filme de comédia Bad Words ao lado de Jason Bateman, a comédia dramática This Is Where I Leave You, e o filme de Peter Bogdanovich, She's Funny That Way, ao lado de Owen Wilson.
Em 2014, foi escalada para interpretar a Rabina Raquel Fein na comédia de humor negro do Amazon Studios aclamado pela crítica, Transparent, cuja criadora, Jill Soloway, a dirigiu em Afternoon Delight. Ela recebeu uma indicação ao Emmy do Primetime de melhor atriz secundária numa série de comédia (2017), bem como uma indicação ao Screen Actors Guild Award junto com o elenco. Em 2015, estrelou ao lado de Steve Coogan a série de comédia dramática da Showtime, Happyish, mas a série foi cancelada após uma única temporada. Naquele ano, co-estrelou ao lado de George Clooney e Hugh Laurie, o filme de aventura de ficção científica Tomorrowland, e estrelou o sucesso de bilheteria, The Visit.
Em 2016, apareceu ao lado de Viggo Mortensen no drama Captain Fantastic, e estrelou ao lado de Mila Kunis, Christina Applegate, Kristen Bell e Jada Pinkett Smith, o filme de comédia Bad Moms. Kate Erbland, do IndieWire, deu ao filme um B–, observando que ele "possui algumas boas piadas, mas o desempenho revelador de Hahn é o grande atrativo". O filme arrecadou mais de US $ 183,9 milhões, com um orçamento de US $ 20 milhões. Em seguida, ela apareceu na série de comédia da Amazon I Love Dick, baseada no romance homônimo de Chris Kraus e dirigida por Jill Soloway. A série estreou em 19 de agosto de 2016.
Após o sucesso financeiro de Bad Moms, a STX Entertainment deu sinal verde para uma sequência intitulada A Bad Moms Christmas. A sequência arrecadou mais de US $ 130 milhões com um orçamento de US $ 28 milhões. Naquele ano, também estrelou a comédia dramática Flower, de Max Winkler.

### 2018–presente: Foco na televisão

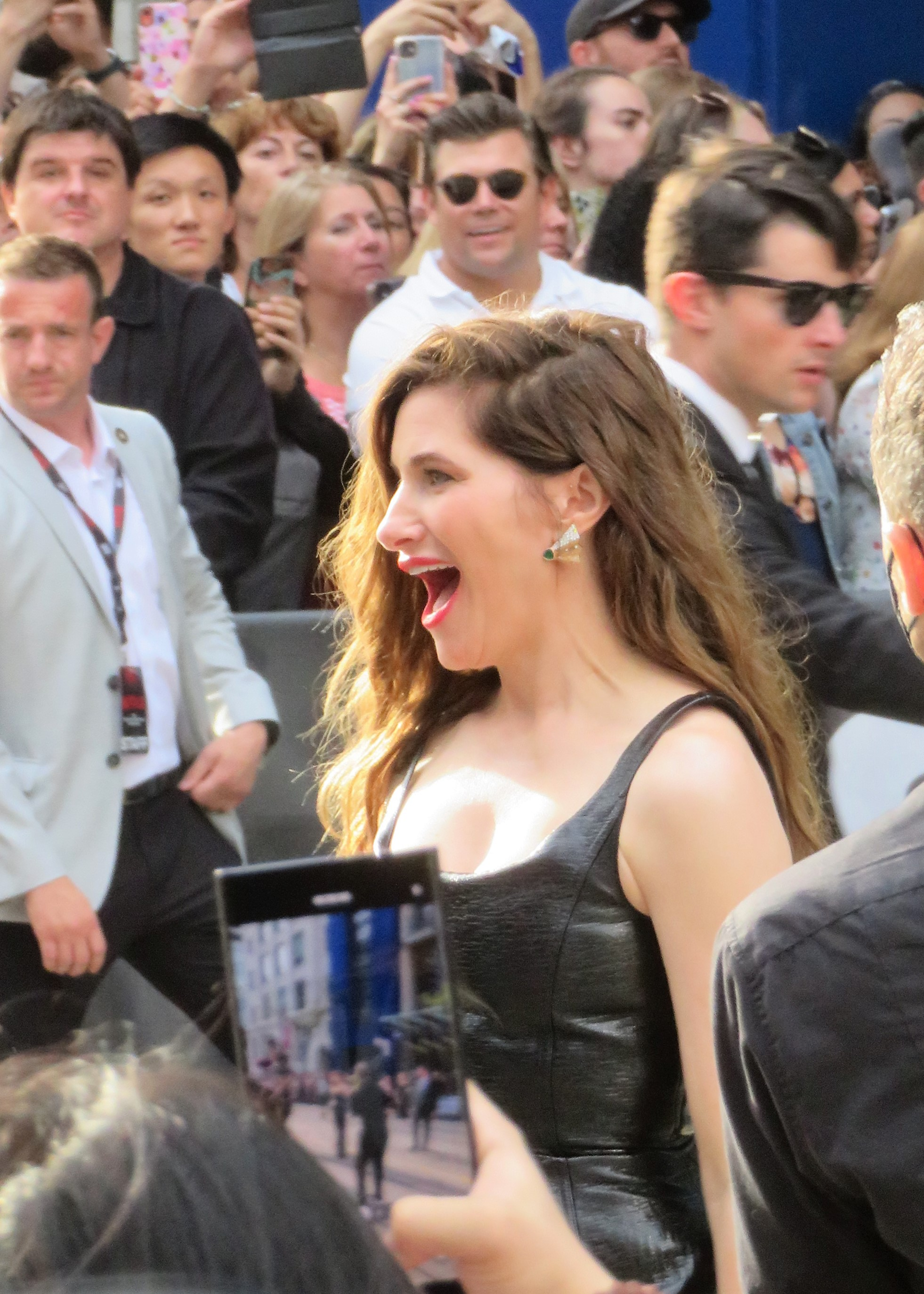
Hahn na estreia de Glass Onion: A Knives Out Mystery em 2022.

Em 2018, estrelou o drama Private Life, dirigido por Tamara Jenkins. Ela foi aclamada pela crítica por seu desempenho. Ela também começou a aparecer em comerciais de televisão para a Chrysler. No mesmo ano, teve papéis de voz em dois filmes de animação da Sony Pictures Animation. Primeiro, fez a voz da personagem Ericka Van Helsing na comédia Hotel Transylvania 3: Summer Vacation. Depois forneceu sua voz para o filme Spider-Man: Into the Spider-Verse, como uma versão feminina do Doutor Octopus, chamada Olivia Octavius.
Em 2019, estrelou e produziu a minissérie de comédia da HBO, Mrs. Fletcher.
Em 2020, estrelou a minissérie dramática da HBO I Know This Much Is True, baseada no romance homônimo de Wally Lamb, ao lado de Mark Ruffalo. Naquele mesmo ano, começou a dublar Paige Hunter na série de comédia musical de animação da Apple TV+, Central Park. A Apple Inc. ordenou duas temporadas para Central Park, com treze episódios cada.
Em 2021, entrou para o Universo Cinematográfico Marvel ao estrelar a minissérie do Disney+, WandaVision, como Agnes, uma misteriosa "vizinha intrometida", que acabou se revelando como a bruxa Agatha Harkness. Sua próxima minissérie The Shrink Next Door, estrelada por Paul Rudd e Will Ferrell, estreou na Apple TV+ em 12 de novembro de 2021. Ela interpretou Jo Polniaczek no segmento The Facts of Life da terceira edição de Live in Front of a Studio Audience em 7 de dezembro de 2021. Ela também estrelou Glass Onion: A Knives Out Mystery, sequência de Knives Out, filme de mistério de 2019, e também estrela o spin-off de WandaVision focado em Agatha Harkness, Agatha: House of Harkness. Quando a série foi relatada pela primeira vez um mês antes, também foi afirmado que Hahn assinou um acordo geral com a Marvel Studios. O projeto foi renomeado para Agatha: Coven of Chaos em julho de 2022, e mais tarde, para Agatha: Darkhold Diaries, em setembro de 2023. Em 2024, a Disney anunciou em uma apresentação inicial que o título oficial era Agatha All Along.
Em junho de 2022, foi anunciado que ela estrelaria a próxima série limitada do Hulu, Tiny Beautiful Things, baseada no livro best-seller de Cheryl Strayed. Durante o verão de 2022, Hahn apareceu em uma série de comerciais de "Volta às aulas" para a Amazon.
Em 7 de abril de 2023, o Hulu lançou todos os oito episódios da série aclamada pela crítica Tiny Beautiful Things, na qual Hahn estrelou o papel principal de Clare. Em junho, ela foi anunciada para dublar Honey em um filme intitulado Fixed.

## Vida Pessoal
Hahn é casada com o ator Ethan Sandler. O casal reside em Los Angeles e tem dois filhos: um filho, Leonard (n. 2006) e uma filha, Mae (n. 2009).

## Filmografia

### Cinema
| Ano  | Título                                | Papel           |
| ---- | ------------------------------------- | --------------- |
| 1999 | Flushed                               | Mulher          |
| 2003 | How to Lose a Guy in 10 Days          | Michelle        |
| 2004 | Win a Date with Tad Hamilton!         | Angelica        |
| 2004 | Anchorman: The Legend of Ron Burgundy | Helen           |
| 2004 | Around the Bend                       | Sarah           |
| 2004 | Wake Up, Ron Burgundy: The Lost Movie | Helen           |
| 2005 | A Lot Like Love                       | Michelle        |
| 2006 | The Holiday                           | Bristol         |
| 2007 | The Last Mimzy                        | Naomi Schwartz  |
| 2008 | Step Brothers                         | Alice           |
| 2008 | Revolutionary Road                    | Milly Campbell  |
| 2009 | The Goods: Live Hard, Sell Hard       | Babs Merrick    |
| 2010 | How Do You Know                       | Annie           |
| 2011 | Our Idiot Brother                     | Janet           |
| 2012 | Wanderlust                            | Karen           |
| 2012 | The Dictator                          | Mulher grávida  |
| 2013 | Afternoon Delight                     | Rachel          |
| 2013 | We're the Millers                     | Edie Fitzgerald |
| 2013 | Bad Words                             | Jenny Widgeon   |
| 2013 | Dark Around the Stars                 | Judith          |
| 2013 | The Secret Life of Walter Mitty       | Odessa Mitty    |
| 2014 | She's Funny That Way                  | Delta Simmons   |
| 2014 | This Is Where I Leave You             | Annie Altman    |
| 2015 | The D Train                           | Stacey Landsman |
| 2015 | Tomorrowland                          | Ursula          |
| 2015 | Len and Company                       | Isabelle        |
| 2015 | The Visit                             | Mãe             |
| 2015 | The Family Fang                       | Camille jovem   |
| 2016 | Captain Fantastic                     | Harper          |
| 2016 | The Do-Over                           | Becca           |
| 2016 | Bad Moms                              | Carla           |
| 2017 | Flower                                | Laurie Vandross |
| 2017 | A Bad Moms Christmas                  | Carla           |
| 2018 | Private Life                          | Rachel Biegler  |
| 2018 | Hotel Transylvania 3: Summer Vacation | Ericka          |
| 2018 | Spider-Man: Into the Spider-Verse     | Doutora Octopus |
| 2022 | Hotel Transylvania: Transformania     | Ericka          |
| 2022 | Glass Onion: A Knives Out Mystery     | Claire Debella  |
| 2023 | Spider-Man: Acros the Spider-Verse    | Doutora Octopus |

### Televisão
| Ano       | Título                                                                      | Papel                                | Notas                                            |
| --------- | --------------------------------------------------------------------------- | ------------------------------------ | ------------------------------------------------ |
| 2001–2007 | Crossing Jordan                                                             | Lily Lebowski                        | 115 episódios                                    |
| 2006      | Four Kings                                                                  | Sharon                               | 3 episódios                                      |
| 2009      | Ab Gab                                                                      | Eddie                                | Telefilme                                        |
| 2010      | Hung                                                                        | Claire                               | 3 episódios                                      |
| 2011      | Funny or Die Presents...                                                    | Caçadora                             | 2 episódios                                      |
| 2011      | Traffic Light                                                               | Kate                                 | 2 episódios                                      |
| 2011      | Mad Love                                                                    | Linda Clay                           | Episódio: "Friends"                              |
| 2011-2012 | Free Agents                                                                 | Helen                                | 8 episódios                                      |
| 2012–2015 | Parks and Recreation                                                        | Jennifer Barkley                     | 10 episódios                                     |
| 2012      | Girls                                                                       | Katherine Lavoyt                     | 4 episódios                                      |
| 2012      | The Newsroom                                                                | Carrie                               | Episódio: "I'll Try to Fix You"                  |
| 2012-2013 | The Greatest Event in Television History                                    | Greta Strauss / Sara Rush            | 2 episódios                                      |
| 2012      | Childrens Hospital                                                          | Professora de Lamaze                 | Episódio: "Childrens Lawspital"                  |
| 2012      | Robot Chicken                                                               | Sra. Marquez / Garota de camiseta #1 | Episódio: "Hemlock, Gin and Juice"               |
| 2013–2015 | Kroll Show                                                                  | Mãe do Mikey                         | 5 episódios                                      |
| 2013      | NTSF:SD:SUV::                                                               | Marge                                | Episódio: "TGI Murder"                           |
| 2014–2022 | Bob's Burgers                                                               | Jessica                              | 3 episódios                                      |
| 2014      | Chozen                                                                      | Tracy                                | 8 episódios                                      |
| 2014      | American Dad!                                                               | Luli                                 | Episódio: "Honey, I'm Homeland"                  |
| 2014–2019 | Transparent                                                                 | Raquel Fein                          | 25 episódios                                     |
| 2015      | Happyish                                                                    | Lee Payne                            | 10 episódios                                     |
| 2016      | Brooklyn Nine-Nine                                                          | Eleanor                              | Episódio: "Hostage Situation"                    |
| 2016–2017 | I Love Dick                                                                 | Chris                                | 8 episódios                                      |
| 2018      | The Romanoffs                                                               | Anka                                 | Episódio: "End of the Line"                      |
| 2018      | Angie Tribeca                                                               | Susan                                | Episódio: "Air Force Two"                        |
| 2019      | Mrs. Fletcher                                                               | Eve Fletcher                         | 7 episódios                                      |
| 2020      | I Know This Much Is True                                                    | Dessa Constantine                    | 6 episódios                                      |
| 2020–2022 | Central Park                                                                | Paige Hunter                         | 39 episódios                                     |
| 2021      | WandaVision                                                                 | Agnes O'Connor / Agatha Harkness     | 8 episódios                                      |
| 2021      | The Shrink Next Door                                                        | Phyllis Markowitz                    | 8 episódios                                      |
| 2021      | Live in Front of a Studio Audience: The Facts of Life and Diff'rent Strokes | Jo Polniaczek                        | Episódio: "The Facts of Life"                    |
| 2023      | Tiny Beautiful Things                                                       | Clare Pierce                         | 8 episódios                                      |
| 2024      | Agatha All Along                                                            | Agnes O'Connor / Agatha Harkness     | 9 episódios                                      |
| 2024      | Die Hart                                                                    | Jillian Avery                        | 7 episódios                                      |
| 2024      | What If...?                                                                 | Agatha Harkness                      | Episódio: "What If... Agatha Went to Hollywood?" |
| 2025      | The Studio                                                                  | Maya                                 | 10 episódios                                     |

## Teatro
| Ano  | Título        | Papel  | Notas    |
| ---- | ------------- | ------ | -------- |
| 2008 | Boeing-Boeing | Gloria | Broadway |

## Prêmios e indicações
| Ano  | Associação                        | Categoria                                            | Produção                   | Resultado | Ref(s)        |
| ---- | --------------------------------- | ---------------------------------------------------- | -------------------------- | --------- | ------------- |
| 2012 | Critics' Choice Television Awards | Melhor ator convidado em série de comédia            | Parks and Recreation       | Indicada  | [ 61 ]        |
| 2013 | Gotham Awards                     | Ator Revelação                                       | Afternoon Delight          | Indicada  | [ 62 ]        |
| 2016 | Screen Actors Guild Awards        | Melhor elenco em série de comédia                    | Transparent                | Indicada  | [ 63 ]        |
| 2017 | Primetime Emmy Awards             | Melhor atriz secundária numa série de comédia        | Transparent                | Indicada  | [ 64 ]        |
| 2017 | Screen Actors Guild Awards        | Melhor elenco em cinema                              | Captain Fantastic          | Indicada  | [ 65 ] [ 66 ] |
| 2018 | Satellite Awards                  | Melhor atriz – Série Musical ou Comédia de Televisão | I Love Dick                | Indicada  | [ 67 ]        |
| 2018 | Gotham Awards                     | Melhor atriz                                         | Private Life               | Indicada  | [ 68 ]        |
| 2023 | Emmy Award                        | Melhor atriz em minissérie ou telefilme              | As Pequenas Coisas da Vida | Indicada  | [ 69 ] [ 70 ] |